# Ugly Casanova
Ugly Casanova ist eine amerikanische Indie-Rock-Band unter dem Label Sub Pop Records. Laut der Internetseite der Band sind die Songs des bisher einzigen Albums Sharpen Your Teeth das Werk eines gewissen Edgar Grahams, der sich dem Initiator Isaac Brock bei einem Konzert seiner Band Modest Mouse in Denver vorgestellt hatte.
Obwohl Edgar Grahams einen mental instabilen Eindruck gemacht haben soll, kam es zum Austausch von Demobändern seiner Musik in Rohfassung an Brock und zu kleinen Auftritten vor Modest-Mouse-Konzerten, bevor er spurlos von der Bildfläche verschwand.
Des Weiteren gibt es Gerüchte, dass Edgar Grahams eine Erfindung Brocks sei, welche „schon länger existiere und ihn nicht mit der Band in Verbindung bringen solle“, um sich Interviews etc. zu ersparen.

## Diskografie
- Sharpen Your Teeth, 2002 (Sub Pop Records)